# Rad- und Motorsportverein Frisch auf Düsseldorf
Der Rad- und Motorsportverein „Frisch auf“ Düsseldorf e. V. wurde 1898 gegründet und ist Mitglied im Radsportverband Rad- und Kraftfahrerbund Solidarität (RKB). Somit zählt er zu den ältesten Sportvereinen Düsseldorfs. Als einziger Club der Stadt betreibt er das Kunstradfahren und den Radballsport. Seit den 1990er Jahren gehört auch das Einradfahren zum Vereinsangebot.

## Geschichte
Aus den Arbeitersportbewegungen entstanden, erreichte 1896 der Hauptverband RKB vor dem Zweiten Weltkrieg seine Blütezeit und hatte als der weltgrößte Radsportverband eine Mitgliederzahl von 450.000. In der Zeit des Nationalsozialismus hatte der Verband und damit auch der RMSV „Frisch auf“ es sehr schwer zu überleben. Letztendlich wurde der Sportverband und auch der RMSV verboten und existierte nur im Untergrund weiter. Nach 1945 formierten sich die Mitglieder wieder und nahmen das Vereinsleben wieder auf.
Im Januar 2008 wurde der Ehrenvorsitzende Werner Schmitt mit der Verdienstmedaille des Verdienstordens der Bundesrepublik Deutschland ausgezeichnet.

## Erfolge

### Einrad
- 4 × Weltmeister
- 16 × Deutscher Meister
- 2 × Vize-Weltmeister
- 33 × Deutscher Vizemeister
- 2 × WM-Bronze
- 23 × DM-Bronze
- 3 × WM-Vierter
- 3 × Niederrhein-Meister
- 3 × WM-Fünfter

### Radball
- Rekordmeister des Landespokal NRW
- 2004 – 2. Platz (Juniorenklasse) im Viertelfinale der DM
- Teilnahme am Viertelfinale der deutschen Meisterschaft Jugend in der Saison 06/07
- 2. Platz Schüler A Nordrhein in der Saison 06/07
- 3. Platz Schüler A Meisterschaft Nordrhein-Westfalen (06/07)
- Teilnahme am Viertelfinale der Deutschen Meisterschaft Schüler A (06/07)
- 2. Platz Schüler U13 Meisterschaft Nordrhein-Westfalen (08/09)
- Teilnahme am Viertelfinale der Deutschen Meisterschaft Schüler U13 (08/09)
- 1. Platz Schüler U13 Meisterschaft Nordrhein-Westfalen (09/10)
- Teilnahme am Viertelfinale der Deutschen Meisterschaft Schüler U13 (09/10)

## Einrad-Marathon
Seit einigen Jahren führt der RMSV „Frisch auf“ im Rahmenprogramm des Metro Group Marathons in Düsseldorf eine Deutsche Einrad-Marathon-Meisterschaft durch. Bei diesem in der Welt einzigen Einrad-Marathon werden die Einradfahrer offiziell gewertet. Sie fahren die gleiche Strecke wie die Handbiker.